# أيمن المفلح
أيمن رياض سعيد المفلح (مواليد 5 أيلول 1962) سياسي وعسكري أردني شغل منصب وزير التنمية الاجتماعية في حكومة بشر الخصاونة من 12 تشرين الأول 2020 إلى 27 تشرين الأول 2022، كما شغل منصب وزير العمل بالوكالة في نفس الحكومة من 8 إلى 29 آذار 2021.

## المؤهلات والدورات التدريبية المتخصصة
- مدرب الرماية الدفاعية
- العمليات الإستخبارية
- العمليات الاستخباراتية المتقدمة
- مكافحة الإرهاب
- المراقبة
- البروتوكول

## الخبرات المهنية
- الهيئة الخيرية الأردنية الهاشمية   الأمين العام (شباط 2012 إلى تشرين الاول 2020)
- جمعية إدامة الرئيس التنفيذي لجمعية إدامة   (أيار 2011 – كانون أول 2011)
- *جمعية إدامة هي منظمة غير حكومية تم تأسيسها بالشراكة مع القطاع الخاص. وهي تسعى إلى إيجاد حلول مبتكرة للطاقة والاستقلال المائي، وانعكاسهما الإيجابي على البيئة
- وزارة الداخلية
  1. مدير دائرة الرقابة الداخلية   (نيسان  2010 – نيسان  2011)
  2. مدير إدارة المتابعة والتفتيش (كانون ثاني 2010)
  3. محافظ في الوزارة (أيار 2009)
  4. مكتب صاحب السمو الملكي الأمير فيصل بن الحسين الأردن (شباط 2007)
  5. المستشار الخاص لصاحب السمو الملكي الأمير فيصل بن الحسين
- وزارة الداخلية ( أيلول 2005 )
  1. نائب مدير دائرة الأحوال المدنية والجوازات
  2. الإشراف على الأعمال اللوجستية والإدارية للدائرة المالية  والدائرة الإدارية
- الديوان الملكي الهاشمي/ وزارة البلاط (كانون ثاني 2004)
  1. مدير الشؤون المحلية والبرلمانية
  2. المسؤول عن إنشاء وإدارة خط التواصل بين الديوان الملكي والبرلمان
  3. إدارة إجراءات المتابعة للمشاريع والمبادرات المحلية الكبرى
- دائرة المخابرات العامة ( أيار 1985)        
  1. عمل برتبة ضابط عسكري
  2. خبرة واسعة في العمل الميداني وإدارة المهمات والمتطلبات .
  3. إدارة وقيادة وتوجيه الموظفين
  4. توفير الخدمات اللوجستية للفرق والوحدات والمكاتب